# Нагоряни (Коростенський район)
Нагоря́ни — село в Україні, в Овруцькій міській громаді Коростенського району Житомирської області. Населення становить 161 особа.

## Історія
У 1906 році село Покалівської волості Овруцького повіту Волинської губернії. Відстань від повітового міста 18 верст, від волості 3. Дворів 40, мешканців 227.